# 암스 (기업)
암스(Arms Corp., Ltd., 일본어: 有限会社アームス, ARMS)는 도쿄도 스기나미구에 본사를 두고 1996년부터 2020년까지 활동한 일본 애니메이션 제작사였다.

## 제작

### 헨타이
- 동급생 (비디오 게임)
- 워즈 워스
- One ~빛나는 계절로~

### 텔레비전 시리즈
- 엘펜리트
- 하급생
- 일기당천
- 현시연
- 퀸스 블레이드
- 백화요란 사무라이걸즈
- 극흑의 브룬힐데

### OVA
- One ~빛나는 계절로~
- 사무라이 쇼다운
- 아이즈 (만화)
- 엘펜리트
- 퀸스 블레이드
- 일기당천
- 극흑의 브룬힐데
- 백화요란 사무라이걸즈

### 영화
- 카이트 (애니메이션)